# 우간다의 국장

우간다의 국장

우간다의 국장은 1962년 10월 9일에 제정되었다.
국장 가운데에는 방패와 창이 그려져 있다. 방패와 창은 우간다 국민들이 나라를 수호한다는 생각을 의미한다. 방패 상단에는 빅토리아호의 물결 무늬가 그려져 있다. 방패 가운데에는 태양이 그려져 있으며 방패 하단에는 우간다의 전통적인 북이 그려져 있다. 태양은 햇빛이 가장 많이 빛나는 날들을 즐기는 우간다를, 북은 춤과 음악의 상징임과 동시에 회의와 축제에 소집된 우간다의 국민들을 의미한다.
방패 왼쪽에는 우간다코브가 그려져 있고 방패 오른쪽에는 회색관두루미가 그려져 있다. 우간다 코브는 우간다의 야생 동물을 의미하며 잿빛왕관두루미는 우간다의 국조이다. 방패 아래쪽에는 초록색 둑이 그려져 있고 둑 위쪽에는 나일강이 그려져 있다. 둑은 풍요로운 대지를 의미한다.
나일 강 주변에는 우간다의 주요 농산물인 커피와 목화가 그려져 있으며 국장 아래쪽에 있는 리본에는 우간다의 나라 표어인 "하느님과 우리 나라를 위하여"("For God and My Country")가 영어로 쓰여져 있다.

## 역대 우간다의 국장

우간다 보호령의 문장 (1914년 ~ 1962년)